# لوران برام

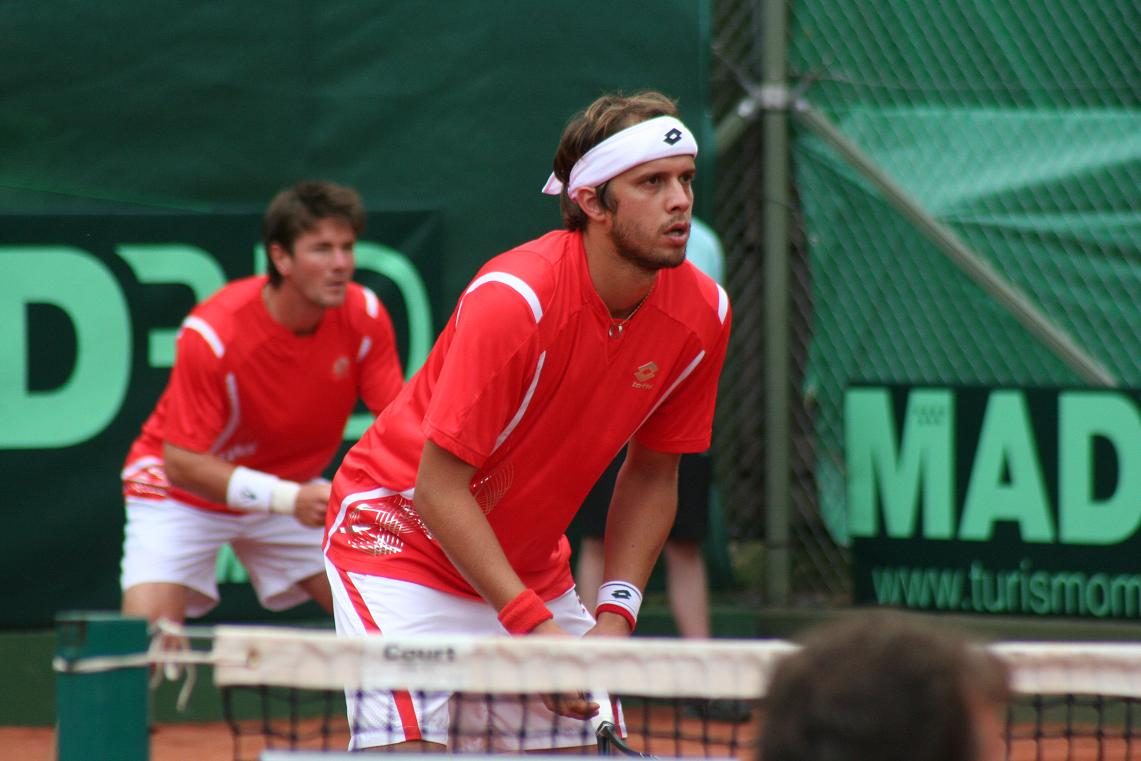
لوران برام (چپ) - ۲۰۰۸

 لوران برام (انگلیسی: Laurent Bram؛ زاده ۳۱ مارس ۱۹۸۴) یک تنیس‌باز اهل لوکزامبورگ است. 